# Park Ujazdowski
El Park Ujazdowski (lit. Parc d'Ujazdów) és una de les zones verdes més pintoresques de la ciutat de Varsòvia (Polònia). Està situat a l'Aleje Ujazdowskie, prop de moltes ambaixades i de l'edifici Sejm.

## Història

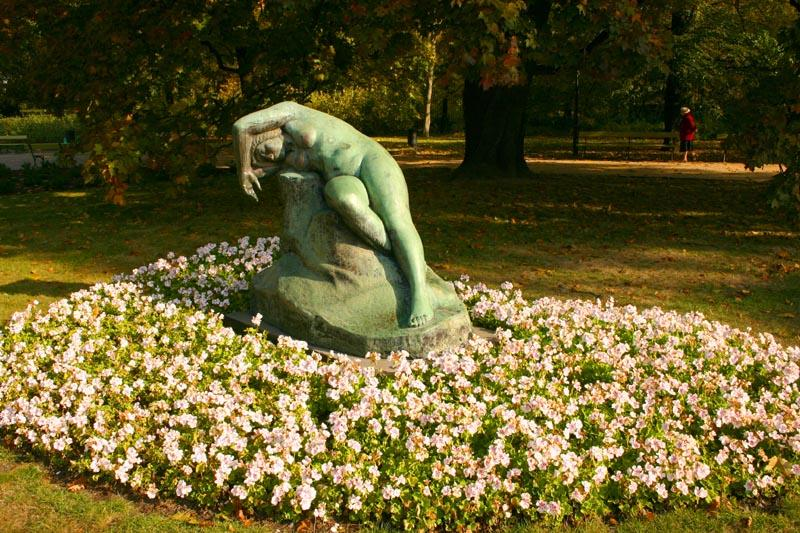
Ewa, una escultura d'Edward Wittig

Des de finals de l'edat mitjana, la zona fou ocupada pel poble d'Ujazdów, situat a diversos quilòmetres del sud de la part vella de Varsòvia. Al segle xvii (1619-1625) s'hi construïren un palau i un jardí per al rei Zygmunt III Waza, per Jan Trevano. El 1782 el rei Stanisław August Poniatowskicomprà el poble i el traslladà aproximadament un quilòmetre més cap a l'oest (prop del lloc on actualment hi ha el campus principal de la Universitat Tecnològica de Varsòvia, mentre aquesta zona (situada al principal eix de l'anomenada Carretera Reial) fou transformada en una gran plaça creada per a quarters militars, modelada i anomenada posteriorment com els Camps de Mars de París. El poble fou reanomenat Nowa Wiés (Nou Poble) i esdevingué el nom del carrer modern de Nowowiejska.
Després de la conquesta russa de Varsòvia i l'efecte de les Guerres Napoleòniques, la zona va perdre el seu caràcter militar i esdevingué un lloc de fires anuals. També serví com a lloc d'entreteniment, amb stands a l'aire lliure cada estiu. Durant la presidència de Sokrates Starynkiewicz, el 1893 l'arquitecte de jardins de renom, Franciszek Szanior, s'encarregà de convertir-lo en un parc públic a l'estil dels jardins paisatgístics, una barreja de jardins romàntics amb carrerons barrocs. El carreró dels noguers de la part oest de la zona fou incorporat al parc després de la seva inauguració.
El parc, en el moment de la seva fundació, era un dels més moderns d'Europa. Contenia un gran estany, diverses fonts i un pont de formigó armat sobre la part sud de l'estany, que foren construïts per l'enginyer William Lindley. El pont fou la segona construcció feta amb aquest material en tot el món, després del pont de Viggen, a Suïssa, construït el 1894. El parc també tenia il·luminació de gas, un pati per als infants i una balança pública (encara en ús actualment). Les escultures foren treballades per Edward Wittig, Pius Weloński i Theodor Charles Gruyere. Després de la Segona Guerra Mundial s'hi afegí un monument a Ignacy Jan Paderewski.
Actualment el parc és un dels preferits entre els ciutadans de la ciutat: el seu pati és molt popular amb els infants, i molts el fan servir d'ambient per a les seves fotografies. El 2002 el parc fou completament reconstruït.